# De magische sleutel
De magische sleutel is een jeugdboek geschreven door Danielle Dergent. Dit was het eerste boek van Danielle Dergent, uitgegeven in 2009.

## Het verhaal
Fien en haar oudere broer Steven verhuizen, tegen hun zin, naar het huis van hun grootouders. Fien vindt op zolder een sleutelgat in de vloer. Via deze geheime poort krijgen ze toegang tot een magische wereld waar ze hun voorouders ontmoeten. Er rust echter een vloek op de familie en als de kinderen er niet in slagen deze op te heffen, kunnen ze nooit meer terugkeren in hun eigen tijd en zullen ze zelfs nooit hebben bestaan.